# Ricardo Echeverría
Ricardo Echeverría Vergara (Santiago, Chile, 31 de mayo de 1918-15 de agosto de 1988) fue un militar y jinete de equitación chileno. Es considerado uno de los mejores jinetes chilenos de la historia del salto ecuestre. Era conocido como el Cato y le dio a Chile medallas olímpicas y panamericanas.
Realizó sus estudios en la Escuela Militar, donde egresó con el arma de Caballería. Durante su carrera deportiva y militar alcanzó una serie de destacados triunfos internacionales. Pero el logro que más se le recuerda es la medalla de plata por equipos en los Juegos Olímpicos de Helsinki 1952. En esos juegos era capitán de Ejército y montaba a Lindo Peal. Formaba equipo con el capitán de Carabineros Óscar Cristi, quien montaba a Bambi y con el teniente de Carabineros César Mendoza, quien montaba a Pillán.
Al finalizar ese año el Círculo de Periodistas Deportivos de Chile lo nombró mejor deportista de equitación y además como el mejor de los mejores, premio que lo titularía como el mejor deportista chileno de 1952.
Tras finalizar su carrera como jinete activo se dedicó a la docencia, traspasando sus conocimientos a distintas generaciones de equitadores, además continuó al servicio de Chile siendo jefe de equipo. Murió en Angol a la edad de 70 años.

## Logros y títulos deportivos destacados
- Maestro de equitación.

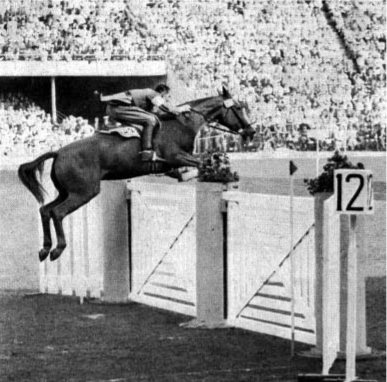
Ricardo Echeverría and Lindo Peal at the 1952 Summer Olympics in Helsinki

- Integra el equipo de equitación del Ejército desde 1938.
- Integra el equipo de equitación de Chile desde 1945 hasta 1953.
- En 1947 bate el récord mundial de la Prueba «Azar» o «a la Americana», con 70 saltos para retirarse luego voluntariamente. La marca era de 53 saltos.
- Mejor recorrido individual en la Copa de Naciones de 1948, integra además el equipo que batió el récord mundial.
- Primer lugar por equipos defendiendo a Chile en un torneo en el Madison Square Garden en 1949.
- Primer lugar por equipos en el Campeonato de Invierno de Canadá en 1949.
- Ganador del Gran Premio República Argentina en 1951.
- Medalla de oro por equipos en los Primeros Juegos Panamericanos, Buenos Aires 1951.
- Medalla de plata individual en los Primeros Juegos Panamericanos, Buenos Aires 1951.
- Ganador del «Gran Premio de Roma», Italia 1952.
- Ganador por equipos del «Gran Premio de Niza», Italia 1952.
- 2.º lugar del «Gran Premio Generalísimo Franco» España, 1952.
- Ganador por equipos de «Copa de Naciones» España, 1952.
- 2.º lugar del «Gran Prix de Lucerna» Suiza, 1952.
- 3.º lugar del «Gran Prix de Francia» Francia, 1952.
- 2.º lugar en el «Gran Premio de Wisbaden» Alemania, 1952.
- Ganador del «Gran Premio de Dusseldorf» Alemania, 1952.
- Medallista de plata en los Juegos Olímpicos de Helsinki 1952.
- Nombrado por el Círculo de Periodistas Deportivos de Chile como el «Mejor Deportista en Equitación» en 1952.
- Premiado como «El Mejor de los Mejores del año 1952» por el Círculo de Periodistas Deportivos de Chile.